# Bifrost
A Bifrost dán könnyűzenei együttes.

## Története
Nevük a skandináv mitológiából származik, a Bifröszt szivárványhíd után. 1974-ben alakultak, az 1980-as évek elején érték el legnagyobb sikereiket. A zenekar fő szövegírója és vokalistája Tom Lundén, rajta kívül az első felálláshoz tartoztak még: Ida Klemann, Annapurna (Peter Gundorph), Finn Jensen, Torben Andersen, Asger Skjold-Rasmussen és Mogens Fischer. Első nagylemezük elkészítése után Jensen távozott és helyére Mikael Miller gitáros került. 
1979-ben készítették el harmadik nagylemezüket Læn Dem Ikke Ud címmel, ekkor az együttes tagcseréken ment keresztül. Lundén, Klemann és Miller maradtak, hozzájuk csatlakoztak: John Teglgaard, Jeppe Reipurth és Knut Henriksen. Az új formáció 1980-ban kiadott egy angol nyelvű albumot Crazy Canary név alatt és azonos címmel. Az 1981-82-ben megjelent Kassen & hjertet és En tro kopi című lemezeik fogytak a legtöbb példányban. 1983-ban Ida Kleeman kilépett, majd Pia Cohn került a helyére. Népszerűségük ezután hanyatlásnak indult. 1987-ben adták ki utolsó sorlemezüket, majd csupán Lundén és Cohn maradtak duóként. 1997-ben ők ketten néhány új dalt rögzítettek, amelyek a Hjerte Til Salg összeállításon hallhatóak.

## Tagok
- Tom Lundén, ének és billentyűs hangszerek
- Ida Klemann, ének
- Annapurna (Peter Gundorph), ének, tánc
- Finn Jensen, gitár
- Torben Andersen, billentyűs hangszerek és harmonika
- Asger Skjold-Rasmussen, basszusgitár
- Mogens Fischer, dob
- Michael Miller, gitár
- John Teglgaard, gitár
- Jeppe Reipurth, dob
- Knut Henriksen, basszusgitár

## Diszkográfia

### Studióalbumok
- Bifrost, 1976
- Til en sigøjner, 1977
- Læn Dem ikke ud, 1979
- Crazy Canary, 1980 (Crazy Canary néven)
- Kassen & hjertet, 1981
- En tro kopi, 1982
- Bifrost, 1984
- Vand jeg kan gå på, 1987
- Hjerte til salg, 1997

### Válogatásalbumok
- Bifrost's bedste, 1981
- Kassen & hjertet / En tro kopi, 1996
- Rippet & flået, 2006

### Kislemezek
- "Faldet" / "Idaho", 1976
- "Jenny" / "Hej Maria (luk vinduet op)", 1977
- "Den vilde, brølende nat" / "I nat vil jeg leve", 1978
- "I nat vil jeg leve" / "Aftensang", 1979
- "Det er morgen" / "Billen", 1979
- "I Can't See You" / "Power of a Rose", 1980 (Crazy Canary néven)
- "Når verden bli'r min" / "Kan jeg nå dig", 1981
- "Guitar Man" / "Det nederste land", 1987
- "Guds engle" / "Vand jeg kan gå på", 1987